# حاجر بني سليمان
قرية حاجر بني سليمان هي إحدى القرى التابعة لمركز بني سويف في محافظة بني سويف في جمهورية مصر العربية. حسب إحصاءات سنة 2006، بلغ إجمالي السكان في حاجر بني سليمان 13139 نسمة، منهم 7090 رجل و6049 امرأة.